# Химедзи (город)
Химе́дзи или Химэдзи (яп. 姫路市 Химэдзи-си) — центральный город Японии, расположенный на юго-западе острова Хонсю на побережье Внутреннего моря в префектуре Хиого региона Кинки. Получил городской статус 1 апреля 1889 года. Площадь Химедзи составляет 534,44 км², население — 534 649 человек (1 августа 2014), плотность населения — 1000,39 чел./км².
Находящийся здесь замок Химэдзи входит в число Национальных сокровищ Японии и с 1993 года включён в список Всемирного наследия ЮНЕСКО. Парк вокруг замка известен как одно из мест паломничества японцев во время праздника цветения сакуры Ханами.

## Географическое положение
Город расположен на острове Хонсю в префектуре Хиого региона Кансай. С ним граничат города Аиои, Ако, Какогава, Касай, Такасаго, Тацуно, Сисо и посёлки Тайси, Фукусаки, Камикава, Итикава.
Город лежит у устья нескольких рек, включая Ибо, Нода (野田川), Итикава (市川), Юмесаки (夢前川) и Оцумо (大津茂川).

## Население
Население города составляет 534 649 человек (1 августа 2014), а плотность — 270,44 чел./км². Изменение численности населения с 1980 по 2005 годы:
| 1980 | 494 825 чел. |  |
| 1985 | 506 101 чел. |  |
| 1990 | 509 129 чел. |  |
| 1995 | 527 854 чел. |  |
| 2000 | 534 969 чел. |  |
| 2005 | 536 232 чел. |  |

## Города-побратимы
- Шарлеруа, Бельгия;
- Финикс, США;
- Аделаида, Австралия;
- Куритиба, Бразилия;
- Тайюань, КНР;
- Масан, Южная Корея.